# Napi
Napi – wieś w Estonii, w prowincji Hiuma, w gminie Kõrgessaare.
W 2012 roku wieś liczyła 9 mieszkańców; w październiku 2010 – 9, w grudniu 2009 – 10.